# Steginoporella magnifica
Steginoporella magnifica is een mosdiertjessoort uit de familie van de Steginoporellidae. De wetenschappelijke naam van de soort is voor het eerst geldig gepubliceerd in 1900 door Harmer.